# Ensisheim
Ensisheim (en alsacià Anze) és un municipi francès, situat a la regió del Gran Est, al departament de l'Alt Rin. L'any 2006 tenia 6.933 habitants.

## Demografia
| 1962  | 1968  | 1975  | 1982  | 1990  | 1999  |
| ----- | ----- | ----- | ----- | ----- | ----- |
| 4.516 | 5.211 | 5.685 | 5.780 | 6.140 | 6.640 |

## Administració
| Període   | Identitat    | Partit |
| --------- | ------------ | ------ |
| 1983-1988 | Louis Egloff |        |
| 1988-1989 | Guy Paris    |        |
| 1989-1995 | Vincent Birr |        |
| 1995-     | Michel Habig | UMP    |

## Personatges il·lustres
- Jakob Balde (1604 - 1668), poeta.